# Veselka (hra)
Veselka (Wesele) je veršovaná divadelní hra o třech jednáních polského dramatika, básníka a malíře Stanisława Wyspiańského. Premiéru měla 16. března roku 1901 v Městském divadle (Teatr Miejski) v Krakově. Jedná se o stěžejní dramatické dílo polského uměleckého hnutí Mladé Polsko z přelomu 19. a  20.  století, které autora proslavilo.

## Vznik hry

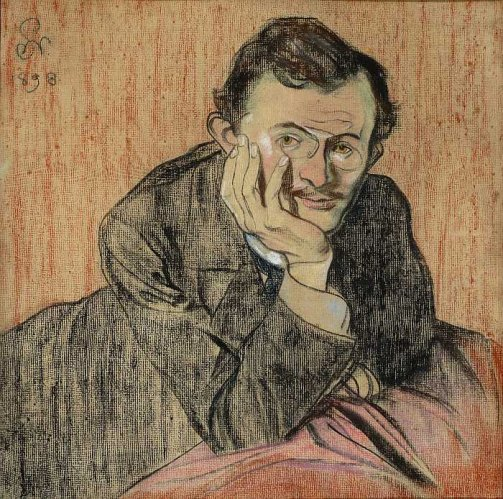
Stanisław Wyspiański: Lucjan Rydel

Hra vznikla na základě skutečné události. Wyspiański se roku 1900 zúčastnil v Bronovicích nedaleko Krakova, na statku svého přítele, malíře Włodzimierze Tetmajera, svatby dramatika Lucjana Rydela se selskou dívkou Jadwigou Mikołajczykównou. Svatby se zúčastnili na jedné straně představitelé krakovského uměleckého a intelektuálního života (umělci, spisovatelé, žurnalisté i členové vážených rodin), na straně druhé vesničtí příbuzní a přátelé nevěsty. Za okázalým bratřením měšťanské smetánky a sedláků (chlopů) Wyspiański objevil pouze vnitřní prázdnotu a faleš. Svatba se pro něho stala podobenstvím vyprázdněného národního programu, který nevede k cíli, protože se realizuje pouze slovy a gesty.
Z tohoto autorova pocitu vznikla novátorská umělecká vize, symbolická tragikomedie Veselka, ve které její autor konfrontuje velké polské národní ideály se skutečným životem. V hořké satiře na skutečné politické poměry v Polsku a s využitím naturalistických postupů Wyspiański odhaluje sebeklam mýtu o polské národní jednotě a velké minulosti. Ve hře zobrazuje rozpor mezi idealizovanou minulostí a reálnou existencí národa, zbaveného samostatnosti a iluzornost jednoty lidu a šlechticko-intelektuální elity, projevující se v různých sociálních zájmech.

## Výstavba hry

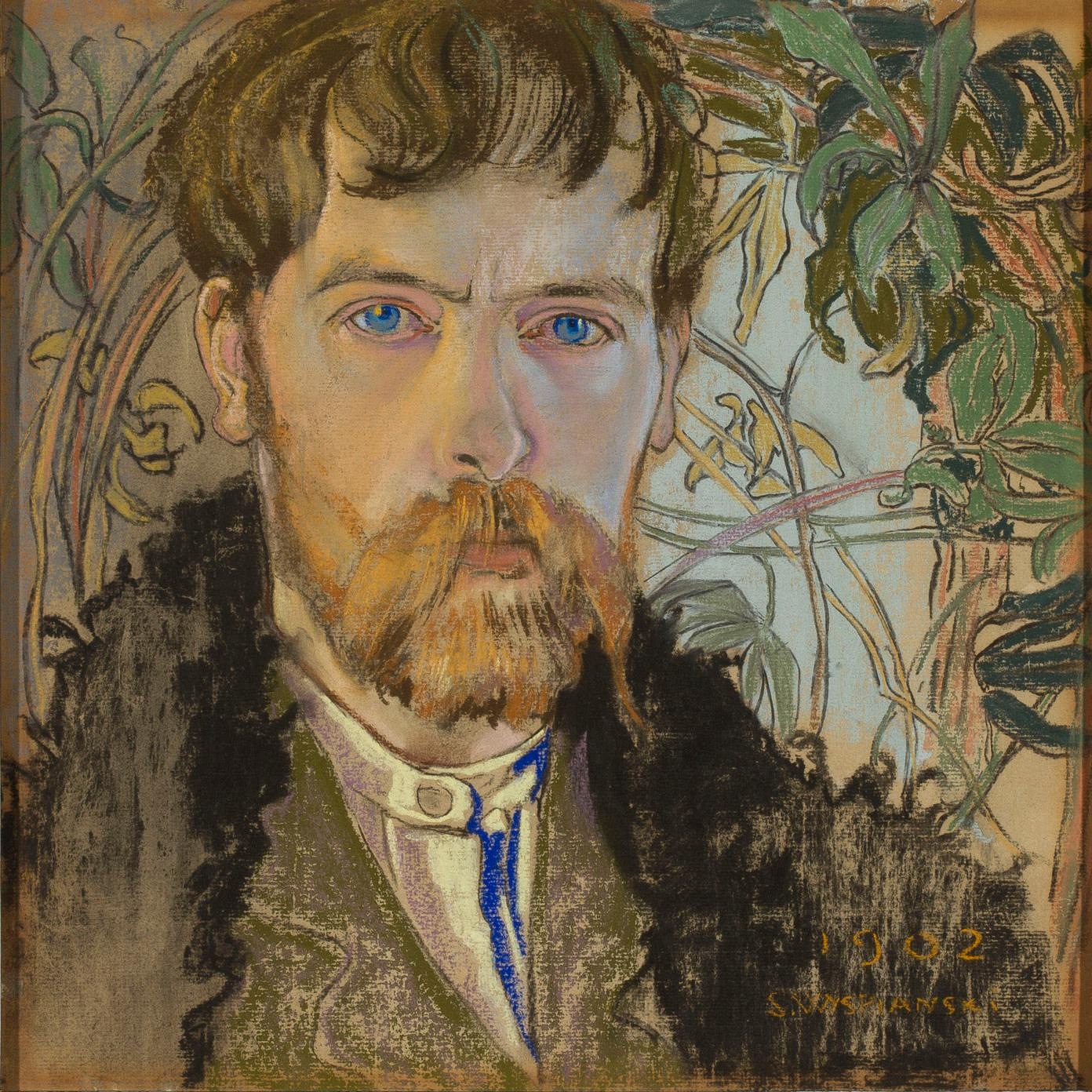
Stanisław Wyspiański, autoportrét

Při tvorbě hry se Wyspiański inspiroval formou báchorky (prolínání reálných a fantastických motivů) a tzv. šopky, což byla původně lidová jesličková hra, do které postupně pronikl politický obsah a grotesknost.
Hru vystavěl na principech Aristotelovy trojí jednoty, tj. jednoty děje, místa a času. Jediný děj (svatba) se odehrává na jednom místě (na venkovském statku ženichova přítele) a v jediném dni (od večera do rána). Hra je rozdělena na tři dějství. První předvádí reálnou skutečnost, druhé spojuje reálný svět se světem nadpřirozeným a třetí se sice opět vrací do reality, která je však již poznamenána předcházejícím setkáním s iracionálnem.
Fantastikou, zobrazením rozporů mezi aristokracií a prostým lidem a poukazem na selhávání elity národa v rozhodujících chvílích, navazuje Wyspiański na některá významná polská romantická dramatická díla (především na Dziady Adama Mickiewicze, Komedii ne božskou Zygmunta Krasińského, nebo na Kordiana Julia Słowackého) a formou diskuze, které se zúčastní žijící i historické a mytologické postavy, tuto problematiku domýšlí. Tím a využitím hudby, tance i výtvarného umění přeměnil klasické drama v modernistické dílo.

## Obsah hry
Jména postav jsou převzata jednak z překladu Ericha Sojky, jednak z Dějin polské literatury od Karla Krejčího (viz reference k článku).

### První jednání

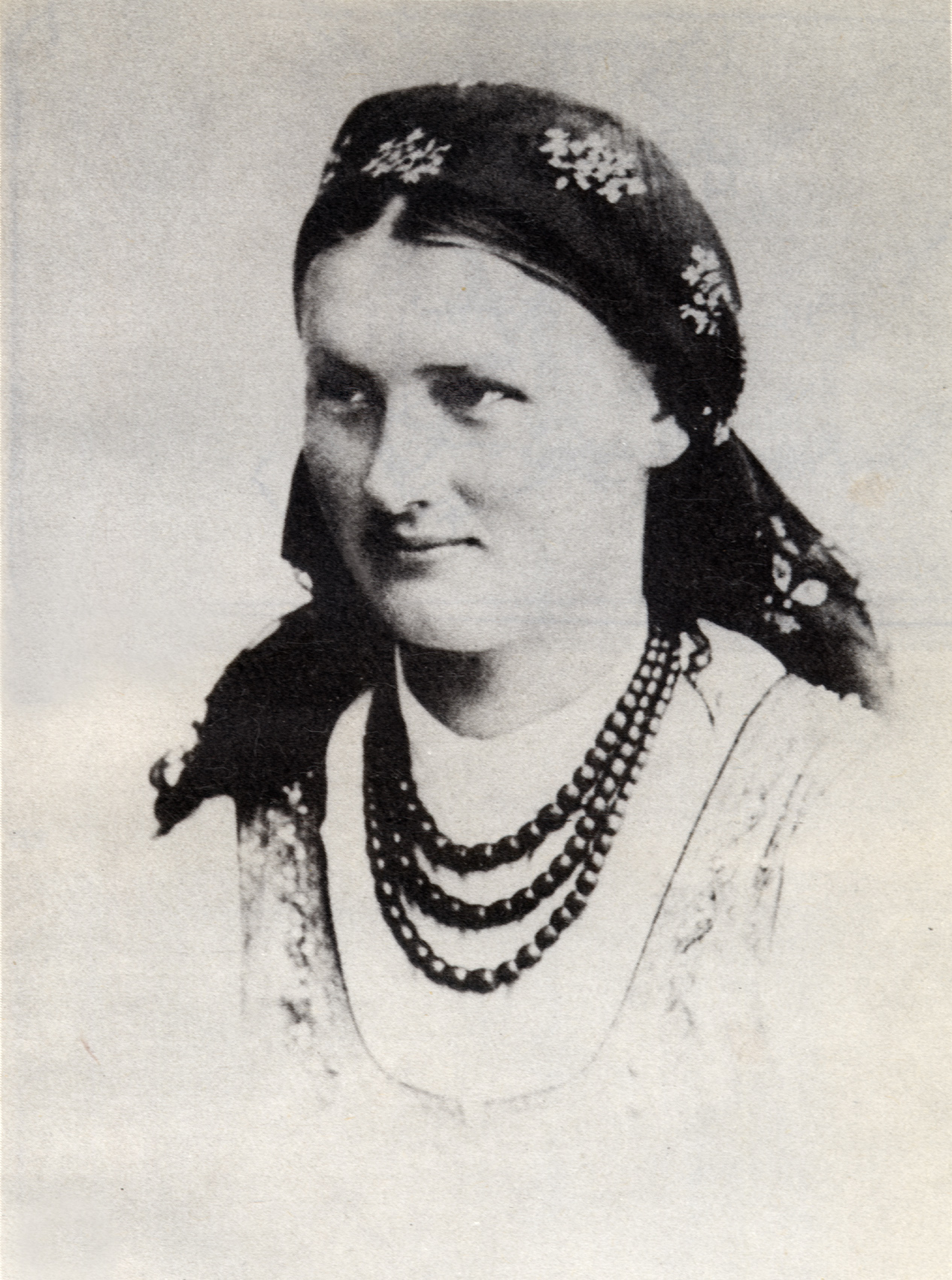
Nevěsta Jadwiga Mikołajczykówna

První jednání slouží především k představení jednajících postav, ke kterému dochází pomocí drobných výstupů v rámci svatebního veselí. Jednotliví svatební hosté zde vystupují tak, že skoro každou postavu dramatu je možno přesně pojmenovat, což vyvolalo při premiéře skandál.
Tak lze například v postavě Hospodáře, majitele statku, kde se svatba odehrává, poznat malíře Włodzimierze Tetmajera, nadšeného přívržence sblížení sedláků s měšťany, ve kterém vidí rozhodující sílu, ovlivňující další osudy Polska. Hospodyní je Tetmajerova žena Anna, starší sestra Nevěsty Jadwigy Mikołajczykówny. Ženichem je dramatik Lucjan Rydel, propagující sblížení šlechty a měšťanstva. Básník je hospodářův bratr Kazimierz Przerwa-Tetmajer, pasivní dekadentní umělec naříkající nad slabostí své generace. K dalším postavám patří několik městských slečen a důstojných starších paní (matrón) a Žurnalista, jeden z redaktorů krakovského deníku Czas, nepovažující rolnictvo za významnou národní sílu a jehož pocity zoufalství, smutku a tragického vlastenectví jsou vyumělkované.
Ke krakovské smetánce je nutno přiřadit postavy vesnické (chlopské). Kromě nekomplikovaných mládenců a děvčat je to především Čepec, energický a uvědomělý chlop v plné síle, vždy připravený k boji, dále starý Otec Nevěsty Jacek Mikołajczyk, zamýšlející se nad krvavým rokem 1846, kdy se sedláci mstili šlechtickým předkům dnešních měšťanských svatebních hostů, Žid, hostinský z Bronowic, a Kněz, jeho partner v podnikání, mající na mysli hlavně svou kariéru. Především Žid nemá žádné iluze o možnostech sblížení inteligence a rolníků. Ví, že jejich setkání na svatbě je příležitostné a že vesničané jsou kvůli svým zvykům a mentalitě městskými hosty považováni za poněkud nepochopitelné a téměř exotické společenství.

Na závěr prvního jednání, když je celá společnost kolem půlnoci ve velmi povznesené náladě, otevře Nevěsta na vybídnutí jednoho z hostů okno do ztemnělé zahrady a pozve na svatbu Chochola, tedy slaměný vích, který chrání před zimním mrazem růže, s tím, že si může vzít sebou každého, koho bude chtít.

### Druhé jednání

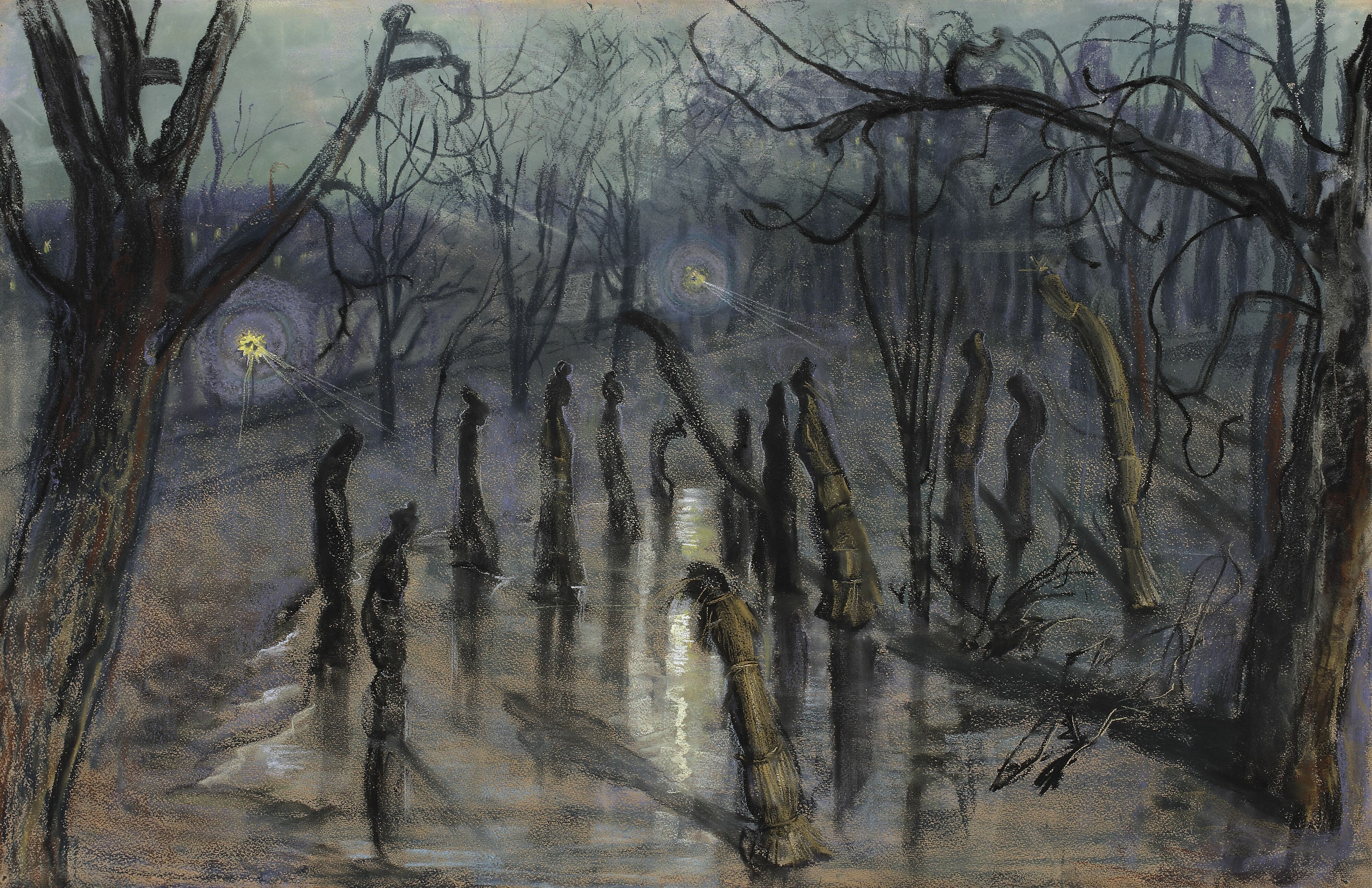
Stanisław Wyspiański: Chochoły

Blíží se půlnoc a účastnící svatby, opojení vínem a unavení tancem, napolo usínají. Tu se na svatbě objeví Nevěstou pozvaný Chochol, který sebou přivádí další přízračné hosty s tím, že každému se zjeví ten, kterým se zaobírá ve svých myšlenkách. Hosté se pak z reálného rozhovoru s jiným účastníkem svatby dostanou do fiktivního rozhovoru s přeludem.

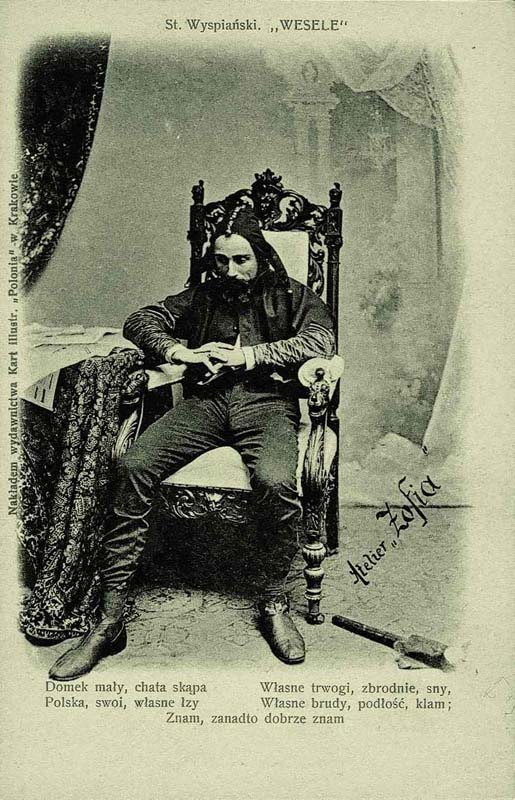
Polský herec Kazimierz Kamiński jako Stańczyk roku 1901

Tak se Žurnalistovi zjeví šašek polských králů z počátku 16. století Stančík (Stańczyk), který odsuzuje pasivitu polského národa a lživé vlastenectví. Žurnalistu, který formuje veřejné mínění, odhaluje jako slabou osobnost, která má problémy s vlastní identitou a která ztratila víru v cokoliv.
K Básníkovi přichází Černý rytíř (Záviš Černý z Garbowa, hrdina Bitvy u Grunwaldu, o kterém Básník právě píše hru) a dokazuje mu, že jeho dekadentní představy o odvaze a cti neodpovídají realitě stejně jako staré polské mýty.
Před Ženichem se objeví Hetman (hejtman) Franciszek Ksawery Branicki, ovšem ne tak, jak jej Ženich uhlazeně zobrazil ve své pohádkové hře, ale jako symbol lži a národní zrady, jako osoba, která pro udržení svých stavovských privilegií zaprodala čest i vlast. Starému Otci se jako Upír zjeví rychtář Jakub Szela, jeden z vůdců tzv. haličské řeže (vraždění polské šlechty roku 1846). Tyto dva přízraky reprezentují krajní póly historie soužití polského lidu a šlechty, které tak vypadá zcela jinak než bujná zábava na svatbě.
Nakonec se Hospodáři zjeví ukrajinský potulný pěvec Vernyhora (Wernyhora), který podle pověstí předpověděl, že Polsko znovu získá samostatnost. Přichází s velkým poselstvím. Předává Hospodáři zlatý lovecký roh a vyzývá jej, aby svolal na cestu ke Krakovu sedláky ozbrojené kosami, kteří zde mají počkat na povel k povstání. Hospodář, plný nadšení nad chystanou velkou národní akcí, pošle jednoho ze svých podruhů se zlatým rohem po okolních vsích. Následně poslední přízrak zmizí.

### Třetí jednání

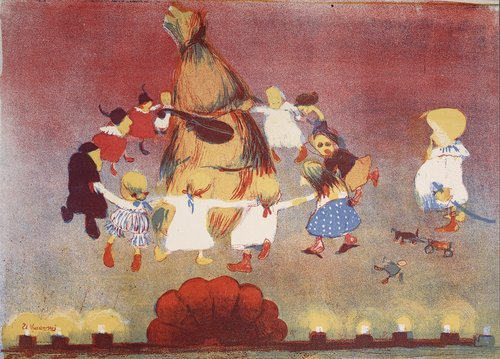
Stanisław Kuczborski: Tanec kolem Chochoła (1904)

Třetí jednání se odehrává ráno po svatební noci. Unavení svatebčané ospale a s kocovinou bloudí po sednicích statku. Náhle jsou překvapeni tím, že se kolem statku shromáždily skupiny sedláků ozbrojených kosami. Hospodář si však pouze matně pamatuje, proč je vlastně svolal. Hospodářův podruh dokonce ztratil Vernyhorův zlatý roh, když se na své cestě po okolních vesnicích sehnul pro svou čapku s péry, která mu upadla. Sedláci tak marně čekají na Hospodářův povel k boji. Jsou ochotni bojovat, avšak v rozhodující chvíli nejsou jejich domnělí vůdcové schopni rozhodného činu. Do této rozpačité scény najednou vstupuje Chochol a začne hrát na housle jakousi uspávající melodii, na jejíž rytmus se všichni dají do pomalého hypnotického tance. Ze všech velkých cílů zůstala jen čapka s péry a slaměný vích.

## Filmové atelevizní adaptace
- Veselka (1973, Wesele), polský film, režie Andrzej Wajda.[13]
- Veselka (2018, Wesele), polský televizní film, režie Włodzimierz Staniewski.[14]
- Veselka (2019, Wesele), polský televizní film, režie Wawrzyniec Kostrzewski.[15]

## Veselka včeštině

### Česká vydání
- Veselka. Překlad Adolf Černý. Praha: Jan Otto, 1919. 196 s. (Sborník světové poesie; sv. 130).[16]
- Veselka. Překlad Erich Sojka. Praha: Dilia, 1983. 154 s.[8]
- Varšavanka; Veselka. Překlad Erich Sojka. Praha: Odeon, 1988. 320 s.[17]

### České inscenace
- 1989: Doprapo Praha, režie Petr Lébl.[18]
- 1998: Divadlo Na zábradlí, režie Petr Lébl.[18]
- 2013: Národní divadlo Brno (Mahenovo divadlo), režie Břetislav Rychlík.[18]